# American-Football-Bundesliga 1993
German Football League 1993 gibt einen Überblick über die Saison 1993 der American-Football-Bundesliga, die die 15. Saison der 1. Bundesliga/GFL (ab 1999 German Football League) war.

## Ligaaufteilung
Es gab zwei Gruppen mit acht Mannschaften, die 1994 auf sieben reduziert werden sollten, und 1995 auf sechs.
Die Hinrunde war zwischen dem 3. April und dem 30. Mai 1993, die Rückrunde zwischen 5. Juni und 8. August 1993, das Viertelfinale am 22. August 1993, das Halbfinale am 5. September 1993 und das Finale am 18. September 1993 terminiert.
| GFL Nord                  | GFL Nord | GFL Nord | GFL Nord | GFL Nord | GFL Nord | GFL Nord | GFL Nord | GFL Nord | GFL Nord | GFL Nord | GFL Nord      | GFL Süd                | GFL Süd | GFL Süd | GFL Süd | GFL Süd | GFL Süd | GFL Süd | GFL Süd | GFL Süd | GFL Süd | GFL Süd | GFL Süd       |
| ------------------------- | -------- | -------- | -------- | -------- | -------- | -------- | -------- | -------- | -------- | -------- | ------------- | ---------------------- | ------- | ------- | ------- | ------- | ------- | ------- | ------- | ------- | ------- | ------- | ------------- |
| Team                      | Jahre    | G        | V        | U        | Heim     | Heim     | Heim     | Ausw.    | Ausw.    | Ausw.    | TD-Verhältnis | Team                   | Jahre   | G       | V       | U       | Heim    | Heim    | Heim    | Ausw.   | Ausw.   | Ausw.   | TD-Verhältnis |
| Berlin Adler              | 14       | 108      | 45       | 2        | 56       | 19       | 1        | 52       | 26       | 1        | 5148:2336     | Munich Cowboys *       | 14      | 90      | 63      | 4       | 54      | 25      | 1       | 36      | 38      | 3       | 3408:2245     |
| Cologne Crocodiles        | 12       | 107      | 31       | 2        | 55       | 14       | 1        | 52       | 17       | 1        | 4152:1795     | Bad Homburg Falken*    | 11      | 67      | 58      | 2       | 35      | 26      | 2       | 32      | 32      | 0       | 2326:1887     |
| Düsseldorf Panther (TV)   | 12       | 104      | 29       | 3        | 55       | 12       | 2        | 49       | 17       | 1        | 4837:1480     | Hanau Hawks (N)        | 11      | 77      | 51      | 3       | 43      | 22      | 1       | 34      | 29      | 2       | 2872:1925     |
| Dortmund Giants *         | 9        | 50       | 51       | 0        | 26       | 24       | 0        | 24       | 27       | 0        | 2601:2533     | Noris Rams             | 10      | 73      | 41      | 4       | 42      | 15      | 2       | 31      | 26      | 2       | 2540:1651     |
| Monheim Sharks            | 8        | 38       | 50       | 2        | 19       | 25       | 1        | 19       | 25       | 1        | 1544:2292     | Kempten Comets         | 8       | 46      | 44      | 4       | 27      | 18      | 2       | 19      | 26      | 2       | 1495:1494     |
| Solingen Hurricanes (N)   | 5        | 6        | 42       | 2        | 4        | 19       | 2        | 2        | 23       | 0        | 600:1914      | Badener Greifs         | 7       | 57      | 21      | 2       | 35      | 4       | 1       | 22      | 17      | 1       | 2330:1174     |
| Berlin Rebels             | 1        | 4        | 8        | 0        | 3        | 3        | 0        | 1        | 5        | 0        | 215:383       | Rothenburg Knights (N) | 1(2)    | 3       | 6       | 1       | 2       | 3       | 0       | 1       | 3       | 1       | 171:275       |
| Hamburg Silver Eagles (N) | 1        | 2        | 11       | 1        | 1        | 5        | 1        | 1        | 6        | 0        | 164:393       | Regensburg Royals      | 1       | 6       | 8       | 0       | 4       | 3       | 0       | 2       | 5       | 0       | 270:392       |

- (N) – Aufsteiger
- (TV) – Titelverteidiger

* Daten liegen nicht komplett vor bzw. sind nicht gesichert.

## Saisonverlauf

### Reguläre Saison
Im Norden gaben die dominierenden Teams der letzten Jahre erneut den Ton an und setzten sich vom restlichen Feld ab. Erster wurden die Cologne Crocodiles, die sich nur ein Mal den Berlin Adlern geschlagen geben mussten. Die Adler landeten mit einem Punkt Rückstand auf Platz zwei, sie musste neben einer Niederlage gegen die Kölner noch ein Unentschieden gegen den Titelverteidiger und Tabellendritten, die Düsseldorf Panther, abgeben. Die Panther hatte dann bereits einen komfortablen Fünf-Punkte-Vorsprung auf den Viertplatzierten, den Aufsteiger Hamburg Silver Eagles, die das Mittelfeld anführten und den letzten verbliebenen Play-off-Platz abholten. Jenseits der Play-off-Plätze begann dann auch schon die Zone der Teams mit negativem Punktekonto, die zudem alle gegen den Abstieg spielten. Dabei blieb es bis zum letzten Spieltag spannend. Zwar waren die Dortmund Giants nicht konkurrenzfähig und blieben in der Saison ohne Punkte, aber die Berlin Rebels, die Aufsteiger aus Solingen und die Monheim Sharks wollten den Giants nicht ohne weiteres in die Liga zwei folgen. Am letzten Spieltag kam es zum Showdown in Monheim, wo es für die Sharks galt, die Niederlage aus Berlin (6:21) auszugleichen, um eines der beiden anderen Teams in die Zweitklassigkeit zu schicken. Doch die Berlin Rebels gewannen mit 34:8, was den Abstieg für die Sharks bedeutete.
Im Süden dominierten, wie schon im Vorjahr, die Munich Cowboys die Liga. Mit nur einer Punkteteilung (17:17 gegen die Kempten Comets) gingen die Cowboys aus der regulären Saison in die Play-offs. Dahinter breitete sich das Mittelfeld fast bis zum letzten Tabellenplatz aus. Bezeichnend dafür und absolut kurioserweise erreichten alle weiteren Play-off-Teilnehmer ein negatives Touchdownverhältnis, während die beiden dahinter Platzierten eine leicht positive Touchdowndifferenz verzeichnen konnten. Am letzten Spieltag hatten es die Regensburg Royals in der Hand, die Play-offs noch zu erreichen. Im Spiel gegen die direkten Konkurrenten aus Hanau führten die Royals zwei Minuten vor Schluss noch mit 20:15 und hatten selbst Ballbesitz. Ihr Trainer entschied beim vierten Down kurz vor der eigenen Endzone, aber nur noch Zentimeter zu gehen, gegen einen Punt, doch der Spielzug glückte nicht, Hanau kam in sehr aussichtsreicher Position in Ballbesitz und münzte ihn zum 21:20-Sieg um, was den zweiten Tabellenplatz und ein Play-off-Heimspiel bedeutete, während die Royals aus den Play-off-Rängen fielen. Dritter wurden die Rothenburg Knights vor den Noris Rams. Absteigen mussten die langjährigen Bundesligisten Badener Greifs und Bad Homburg Falken. Die letztgenannte Mannschaft hatte vor Saisonbeginn aufgrund finanzieller Probleme den Verlust von 15 Stammspielern zu beklagen und erst im letzten Moment die nötige Mindestzahl von 45 Spielern sichern können.

### Play-offs
In der ersten Runde der Play-offs gab es jeweils klare Ergebnisse. Die Munich Cowboys gewannen souverän gegen die Hamburg Silver Eagles mit 60:0. Ebenso klar gewannen die Cologne Crocodiles, die die Noris Rams mit 66:18 nach Hause schickten. Auch die Berlin Adler setzten sich in ihrem Heimspiel mit 58:26 gegen die Rothenburg Knights sicher durch. Einzig die Hanau Hawks konnten ihren Heimvorteil nicht nutzen und unterlagen den Titelverteidigern, den Düsseldorf Panthern, mit 13:48. Damit empfingen die Cologne Crocodiles die Panther im Halbfinale und die Berlin Adler mussten nach München zu den Cowboys reisen. Wie schon in der regulären Saison fanden die Panther kein Mittel, um gegen die Crocodiles zu bestehen, am Ende hieß es 34:8 für die Kölner. Damit war der Titelverteidiger ausgeschieden. In der bayrischen Hauptstadt gab es dagegen ein Duell auf Augenhöhe, am Ende gewannen die Cowboys knapp mit 19:17 und zogen zum zweiten Mal in Folge in den German Bowl ein. Für die Adler, die den German Bowl zwischen 1987 und 1991 vier Mal gewinnen konnten, war, wie im Vorjahr, im Halbfinale Endstation.

### German Bowl
Der German Bowl XV fand am 25. September 1993 im Olympia-Reitstadion München vor 9.000 Zuschauern statt. Dort trafen die dominierenden Teams ihrer jeweiligen Gruppen aufeinander. Die Munich Cowboys, Vizemeister des Vorjahres, trafen auf die Cologne Crocodiles, Vizemeister der Jahre 1990 und 1991. Beide Mannschaften hatten den German Bowl aber bisher noch nie gewinnen können.
Zunächst nahmen die Crocodiles das Heft in die Hand. Zweimal RB Markus Finke und einmal QB Michael Davis erreichten die Cowboys-Endzone und sicherten den Kölnern eine 20:7-Halbzeitführung. Dann schlugen die Münchner zurück, zwei Lauftouchdowns durch Ingo Seibert brachten die Cowboys im vierten Viertel 21:20 in Führung. Doch die Mannen um QB Davis gaben sich noch nicht geschlagen und erzielten ihrerseits einen weiteren Touchdown und ein Field Goal zum zwischenzeitlichen 29:21. Aber auch diese Führung glichen die Munich Cowboys erneut aus, QB Phil Hickey, der ein nahezu perfektes Spiel ablieferte, passte, ca. eine Minute vor Ende des Spiels, zunächst über 25 Meter zu WR Stefan Munker zum Touchdown und verwandelte dann auch die notwendige Conversion durch einen Pass auf Jens Gerhard.
Somit stand es 29:29 nach der regulären Spielzeit und zum ersten Mal in der Geschichte des German Bowl musste der Sieger in der Verlängerung ermittelt werden. Hier wurde der Münchner WR Thomas Zeitler zum Helden, er fing zwei Touchdownpässe in der Verlängerung von Phil Hickey, was letztlich den Endstand von 42:36 für die Munich Cowboys bedeutete.

#### Scoreboard

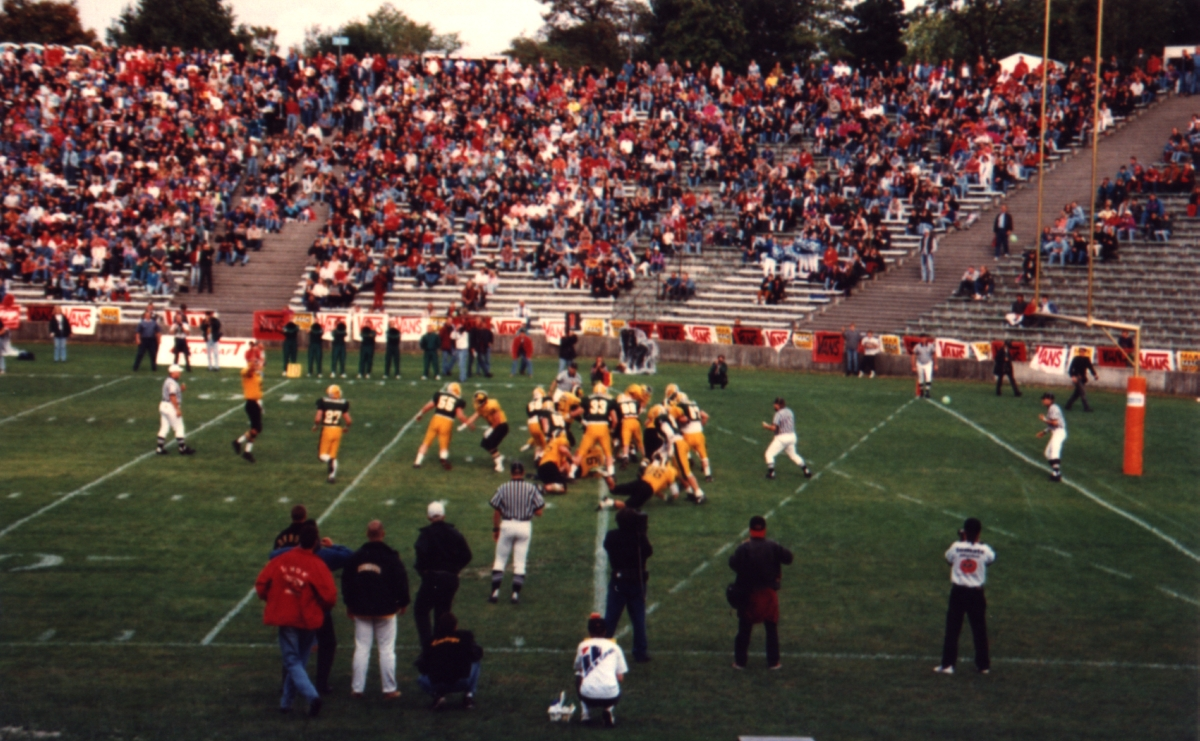
Touchdown Munich Cowboys Finale 1993

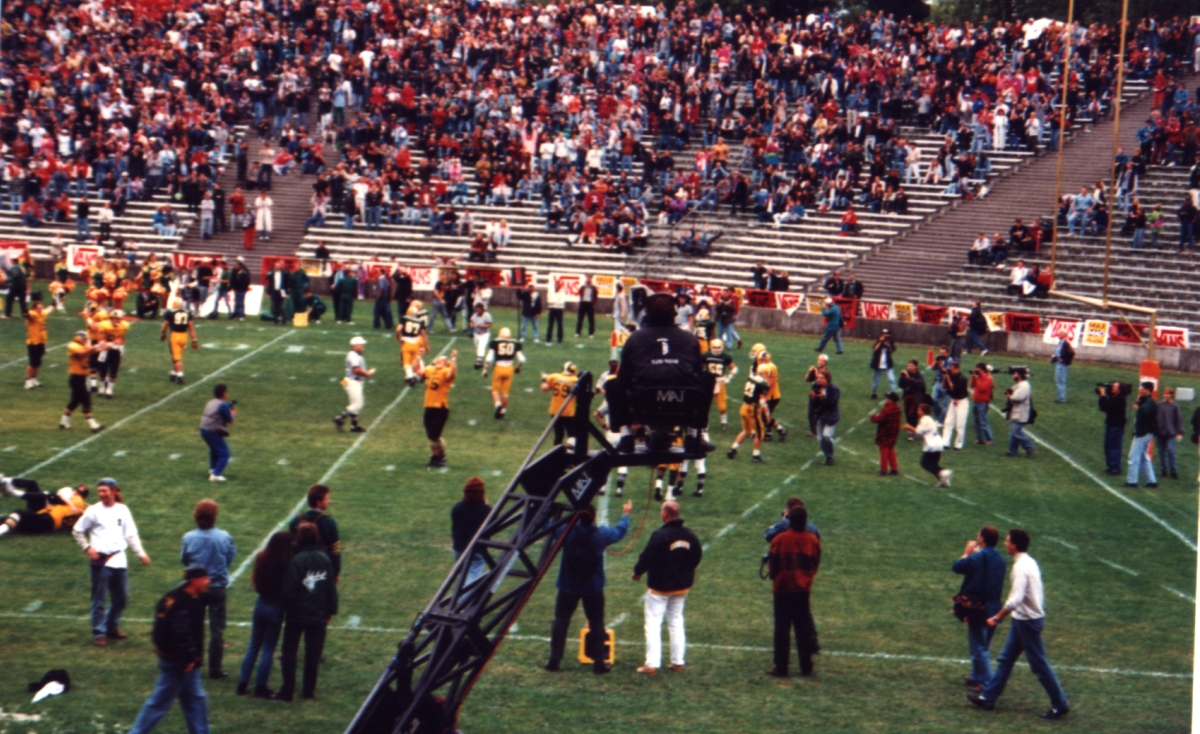
Die Spieler der Munich Cowboys feiern den Sieg

| German Bowl XV – München | German Bowl XV – München | German Bowl XV – München | German Bowl XV – München                                          | German Bowl XV – München                                          | German Bowl XV – München                                          | German Bowl XV – München                                          | German Bowl XV – München                                          |
| ------------------------ | ------------------------ | ------------------------ | ----------------------------------------------------------------- | ----------------------------------------------------------------- | ----------------------------------------------------------------- | ----------------------------------------------------------------- | ----------------------------------------------------------------- |
| Team                     | Team                     | Punkte                   | Q1                                                                | Q2                                                                | Q3                                                                | Q4                                                                | OT                                                                |
| Munich Cowboys           | Munich Cowboys           | 42                       | 0                                                                 | 7                                                                 | 7                                                                 | 15                                                                | 13                                                                |
| Cologne Crocodiles       | Cologne Crocodiles       | 36                       | 7                                                                 | 13                                                                | 0                                                                 | 9                                                                 | 7                                                                 |
| Cowboys                  | Crocodiles               | Spieler                  | Spielzug                                                          | Spielzug                                                          | Spielzug                                                          | Spielzug                                                          | Spielzug                                                          |
| 0                        | 7                        | Markus Finke             | 1-Yard-Lauf (PAT Ralf Kleinmann)                                  | 1-Yard-Lauf (PAT Ralf Kleinmann)                                  | 1-Yard-Lauf (PAT Ralf Kleinmann)                                  | 1-Yard-Lauf (PAT Ralf Kleinmann)                                  | 1-Yard-Lauf (PAT Ralf Kleinmann)                                  |
| 7                        | 7                        | Stefan Munker            | 7-Yards-Pass von Phil Hickey (PAT Günther Oeder)                  | 7-Yards-Pass von Phil Hickey (PAT Günther Oeder)                  | 7-Yards-Pass von Phil Hickey (PAT Günther Oeder)                  | 7-Yards-Pass von Phil Hickey (PAT Günther Oeder)                  | 7-Yards-Pass von Phil Hickey (PAT Günther Oeder)                  |
| 7                        | 14                       | Markus Finke             | 66-Yards-Pass von Michael Davis (PAT Ralf Kleinmann)              | 66-Yards-Pass von Michael Davis (PAT Ralf Kleinmann)              | 66-Yards-Pass von Michael Davis (PAT Ralf Kleinmann)              | 66-Yards-Pass von Michael Davis (PAT Ralf Kleinmann)              | 66-Yards-Pass von Michael Davis (PAT Ralf Kleinmann)              |
| 7                        | 20                       | Michael Davis            | 17-Yards-Lauf (PAT nicht gut)                                     | 17-Yards-Lauf (PAT nicht gut)                                     | 17-Yards-Lauf (PAT nicht gut)                                     | 17-Yards-Lauf (PAT nicht gut)                                     | 17-Yards-Lauf (PAT nicht gut)                                     |
| 14                       | 20                       | Ingo Seibert             | 11-Yards-Lauf (PAT Günther Oeder)                                 | 11-Yards-Lauf (PAT Günther Oeder)                                 | 11-Yards-Lauf (PAT Günther Oeder)                                 | 11-Yards-Lauf (PAT Günther Oeder)                                 | 11-Yards-Lauf (PAT Günther Oeder)                                 |
| 21                       | 20                       | Ingo Seibert             | 1-Yards-Lauf (PAT Günther Oeder)                                  | 1-Yards-Lauf (PAT Günther Oeder)                                  | 1-Yards-Lauf (PAT Günther Oeder)                                  | 1-Yards-Lauf (PAT Günther Oeder)                                  | 1-Yards-Lauf (PAT Günther Oeder)                                  |
| 21                       | 26                       | Michael Davis            | 1-Yard-Lauf (TPC nicht gut)                                       | 1-Yard-Lauf (TPC nicht gut)                                       | 1-Yard-Lauf (TPC nicht gut)                                       | 1-Yard-Lauf (TPC nicht gut)                                       | 1-Yard-Lauf (TPC nicht gut)                                       |
| 21                       | 29                       | Ralf Kleinmann           | 34-Yards-Field-Goal                                               | 34-Yards-Field-Goal                                               | 34-Yards-Field-Goal                                               | 34-Yards-Field-Goal                                               | 34-Yards-Field-Goal                                               |
| 29                       | 29                       | Stefan Munker            | 25-Yards-Pass von Phil Hickey (TPC Jens Gerhard, Pass von Hickey) | 25-Yards-Pass von Phil Hickey (TPC Jens Gerhard, Pass von Hickey) | 25-Yards-Pass von Phil Hickey (TPC Jens Gerhard, Pass von Hickey) | 25-Yards-Pass von Phil Hickey (TPC Jens Gerhard, Pass von Hickey) | 25-Yards-Pass von Phil Hickey (TPC Jens Gerhard, Pass von Hickey) |
| 29                       | 36                       | Michael Davis            | 2-Yards-Lauf (PAT Ralf Kleinmann)                                 | 2-Yards-Lauf (PAT Ralf Kleinmann)                                 | 2-Yards-Lauf (PAT Ralf Kleinmann)                                 | 2-Yards-Lauf (PAT Ralf Kleinmann)                                 | 2-Yards-Lauf (PAT Ralf Kleinmann)                                 |
| 36                       | 36                       | Thomas Zeitler           | 12-Yards-Pass von Phil Hickey (PAT Günther Oeder)                 | 12-Yards-Pass von Phil Hickey (PAT Günther Oeder)                 | 12-Yards-Pass von Phil Hickey (PAT Günther Oeder)                 | 12-Yards-Pass von Phil Hickey (PAT Günther Oeder)                 | 12-Yards-Pass von Phil Hickey (PAT Günther Oeder)                 |
| 42                       | 36                       | Thomas Zeitler           | 25-Yards-Pass von Phil Hickey                                     | 25-Yards-Pass von Phil Hickey                                     | 25-Yards-Pass von Phil Hickey                                     | 25-Yards-Pass von Phil Hickey                                     | 25-Yards-Pass von Phil Hickey                                     |

## Statistik

### Ergebnisse und Zuschauerzahlen

#### Nord
| Mannschaft            | CC          | BA          | DP          | HSE         | BR          | SH          | MS          | DG          | Zuschauer gesamt | pro Spiel |
| --------------------- | ----------- | ----------- | ----------- | ----------- | ----------- | ----------- | ----------- | ----------- | ---------------- | --------- |
| Cologne Crocodiles    | ---         | 23:34       | 27:13       | 33:19       | 28:14       | 83:7        | 52:7        | 76:8        | 10.050           | 1.436     |
| Berlin Adler          | 8:33        | ---         | 28:15       | 36:7        | 28:22       | 40:0        | 42:0        | 63:0        | 14.921           | 2.132     |
| Düsseldorf Panther    | 14:29       | 21:21       | ---         | 35:0        | 65:7        | 17:0        | 20:6        | 83:0        | 7.680            | 1.097     |
| Hamburg Silver Eagles | 14:31       | 14:49       | 19:20       | ---         | 32:22       | 21:13       | 26:6        | 21:6        | 39.894           | 5.699     |
| Berlin Rebels         | 6:66        | 6:38        | 13:24       | 26:36       | ---         | 21:17       | 21:6        | 53:14       | 4.883            | 698       |
| Solingen Hurricanes   | 13:31       | 28:46       | 9:22        | 7:28        | 13:0        | ---         | 23:14       | 31:6        | 6.700            | 957       |
| Monheim Sharks        | 0:55        | 0:31        | 0:14        | 15:16       | 8:34        | 31:10       | ---         | 19:0        | 1.650            | 236       |
| Dortmund Giants       | 28:68       | 26:52       | 0:76        | 8:49        | 32:36       | 6:46        | 8:53        | ---         | 2.500            | 357       |
| Liga gesamt           | Liga gesamt | Liga gesamt | Liga gesamt | Liga gesamt | Liga gesamt | Liga gesamt | Liga gesamt | Liga gesamt | 88.278           | 1.576     |

#### Süd
| Mannschaft         | MC          | HH          | RK          | NR          | RR          | KC          | BG          | BHF         | Zuschauer gesamt | pro Spiel |
| ------------------ | ----------- | ----------- | ----------- | ----------- | ----------- | ----------- | ----------- | ----------- | ---------------- | --------- |
| Munich Cowboys     | ---         | 45:0        | 43:6        | 41:6        | 48:6        | 27:10       | 62:0        | 34:0        | 9.600            | 1.317     |
| Hanau Hawks        | 7:28        | ---         | 21:47       | 30:13       | 27:27       | 38:22       | 31:18       | 34:20       | 5.100            | 729       |
| Rothenburg Knights | 18:37       | 14:29       | ---         | 20:23       | 19:18       | 27:20       | 20:19       | 42:14       | 5.600            | 800       |
| Noris Rams         | 0:37        | 13:15       | 54:29       | ---         | 12:24       | 14:20       | 3:17        | 32:14       | 3.650            | 521       |
| Regensburg Royals  | 7:16        | 20:21       | 26:7        | 12:14       | ---         | 34:27       | 34:7        | 21:14       | 6.000            | 857       |
| Kempten Comets     | 17:17       | 34:8        | 13:30       | 0:14        | 0:18        | ---         | 24:8        | 55:6        | 4.300            | 614       |
| Badener Greifs     | 6:17        | 31:23       | 22:22       | 21:26       | 28:21       | 7:35        | ---         | 33:12       | 3.570            | 510       |
| Bad Homburg Falken | 7:27        | 20:36       | 15:24       | 19:21       | 33:28       | 20:3        | 20:7        | ---         | 3.485            | 498       |
| Liga gesamt        | Liga gesamt | Liga gesamt | Liga gesamt | Liga gesamt | Liga gesamt | Liga gesamt | Liga gesamt | Liga gesamt | 41.305           | 738       |

### Abschlusstabellen
Die vier besten Teams der jeweiligen Gruppe erreichten das Viertelfinale um den German Bowl, die beiden Gruppenletzten jeder Gruppe stiegen ab.

#### Nord
|    | Verein                | Sp | S  | U | N  | TD      | Diff. | Punkte |
| -- | --------------------- | -- | -- | - | -- | ------- | ----- | ------ |
| 1. | Cologne Crocodiles    | 14 | 13 | 0 | 1  | 635:185 | +450  | 26:2   |
| 2. | Berlin Adler          | 14 | 12 | 1 | 1  | 516:195 | +321  | 25:3   |
| 3. | Düsseldorf Panther    | 14 | 10 | 1 | 3  | 439:159 | +280  | 21:7   |
| 4. | Hamburg Silver Eagles | 14 | 8  | 0 | 6  | 302:307 | −5    | 16:12  |
| 5. | Berlin Rebels         | 14 | 5  | 0 | 9  | 281:407 | −126  | 10:18  |
| 6. | Solingen Hurricanes   | 14 | 4  | 0 | 10 | 217:366 | −149  | 8:20   |
| 7. | Monheim Sharks        | 14 | 3  | 0 | 11 | 165:352 | −187  | 6:22   |
| 8. | Dortmund Giants       | 14 | 0  | 0 | 14 | 142:726 | −584  | 0:28   |

#### Süd
|    | Verein             | Sp | S  | U | N  | Punkte | TD      | Diff. |
| -- | ------------------ | -- | -- | - | -- | ------ | ------- | ----- |
| 1. | Munich Cowboys     | 14 | 13 | 1 | 0  | 27:1   | 479:90  | +389  |
| 2. | Hanau Hawks        | 14 | 8  | 1 | 5  | 17:11  | 320:352 | −32   |
| 3. | Rothenburg Knights | 14 | 7  | 1 | 6  | 15:13  | 325:354 | −29   |
| 4. | Noris Rams         | 14 | 7  | 0 | 7  | 14:14  | 245:299 | −54   |
| 5. | Regensburg Royals  | 14 | 6  | 1 | 7  | 13:15  | 296:273 | +23   |
| 6. | Kempten Comets     | 14 | 5  | 1 | 8  | 11:17  | 290:268 | +22   |
| 7. | Badener Greifs     | 14 | 4  | 1 | 9  | 9:19   | 224:360 | −136  |
| 8. | Bad Homburg Falken | 14 | 3  | 0 | 11 | 6:22   | 214:397 | −183  |

### Playoffs
| Viertelfinale | Viertelfinale         | Viertelfinale      |       |                    | Halbfinale | Halbfinale | Halbfinale |  |  | German Bowl XV – München | German Bowl XV – München | German Bowl XV – München |
|               |                       |                    |       |                    |            |            |            |  |  |                          |                          |                          |
| 1N            | Cologne Crocodiles    | 66                 |       |                    |            |            |            |  |  |                          |                          |                          |
| 4S            | Noris Rams            | 18                 |       |                    |            |            |            |  |  |                          |                          |                          |
| 4S            | Noris Rams            | 18                 | 1N    | Cologne Crocodiles | 34         |            |            |  |  |                          |                          |                          |
|               |                       |                    | 1N    | Cologne Crocodiles | 34         |            |            |  |  |                          |                          |                          |
|               | 3N                    | Düsseldorf Panther | 8     |                    |            |            |            |  |  |                          |                          |                          |
| 2S            | 3N                    | Düsseldorf Panther | 8     | Hanau Hawks        | 13         |            |            |  |  |                          |                          |                          |
| 2S            |                       |                    |       | Hanau Hawks        | 13         |            |            |  |  |                          |                          |                          |
| 3N            | Düsseldorf Panther    | 48                 |       |                    |            |            |            |  |  |                          |                          |                          |
| 3N            | Düsseldorf Panther    | 48                 | 1S    | Munich Cowboys     | 42 n.      |            |            |  |  |                          |                          |                          |
|               |                       |                    |       | Munich Cowboys     | 42 n.      |            |            |  |  |                          |                          |                          |
|               | 1N                    | Cologne Crocodiles | 36 V. |                    |            |            |            |  |  |                          |                          |                          |
| 1S            | 1N                    | Cologne Crocodiles | 36 V. | Munich Cowboys     | 60         |            |            |  |  |                          |                          |                          |
| 1S            |                       |                    |       | Munich Cowboys     | 60         |            |            |  |  |                          |                          |                          |
| 4N            | Hamburg Silver Eagles | 0                  |       |                    |            |            |            |  |  |                          |                          |                          |
| 4N            | Hamburg Silver Eagles | 0                  | 1S    | Munich Cowboys     | 19         |            |            |  |  |                          |                          |                          |
|               |                       |                    | 1S    | Munich Cowboys     | 19         |            |            |  |  |                          |                          |                          |
|               | 2N                    | Berlin Adler       | 17    |                    |            |            |            |  |  |                          |                          |                          |
| 2N            | 2N                    | Berlin Adler       | 17    | Berlin Adler       | 58         |            |            |  |  |                          |                          |                          |
| 2N            |                       |                    |       | Berlin Adler       | 58         |            |            |  |  |                          |                          |                          |
| 3S            | Rothenburg Knights    | 26                 |       |                    |            |            |            |  |  |                          |                          |                          |

### Topscorer

#### Nord
- Spieler

| Spieler           | Verein     | Punkte | TD | Conv. |
| ----------------- | ---------- | ------ | -- | ----- |
| QB Michael Davis  | Crocodiles | 136    | 21 | 5     |
| RB Markus Finke   | Crocodiles | 118    | 19 | 2     |
| WR Patrick Gerigk | Rebels     | 90     | 14 | 3     |

- Kicker

| Spieler          | Verein     | Punkte          | FG | PAT |
| ---------------- | ---------- | --------------- | -- | --- |
| Ralf Kleinmann   | Crocodiles | 66 (inkl. 1 TD) | 7  | 39  |
| Andreas Schröder | Adler      | 60              | 2  | 54  |
| Norbert Pitzner  | Panther    | 42              | 5  | 30  |

#### Süd
- Spieler

| Spieler              | Verein  | Punkte | TD | Conv. |
| -------------------- | ------- | ------ | -- | ----- |
| RB Reginald Williams | Knights | 184    | 30 | 2     |
| RB Derrick Wilson    | Royals  | 102    | 17 | --    |
| RB Ingo Seibert      | Cowboys | 94     | 15 | 2     |

- Kicker

| Spieler        | Verein  | Punkte          | FG | PAT |
| -------------- | ------- | --------------- | -- | --- |
| Günther Oeder  | Cowboys | 93              | 15 | 48  |
| Becker         | Hawks   | 56 (inkl. 2 TD) | 8  | 20  |
| Ralf Glatzeder | Comets  | 48              | 6  | 30  |